# 黄茶岭街道
黄茶岭街道，是中华人民共和国湖南省衡陽市雁峰区下辖的一个乡镇级行政单位。2015年11月18日，湘江乡、黄茶岭街道合并设立黄茶岭街道。

## 行政区划
黄茶岭街道下辖以下地区：
黄茶岭社区、珠江桥社区、茶叶塘社区、营盘村社区、衡常村社区、黄茶路社区、小塘村社区、雷公塘社区、丁家牌楼社区和红旗村。